# Pietro Battista Borgo

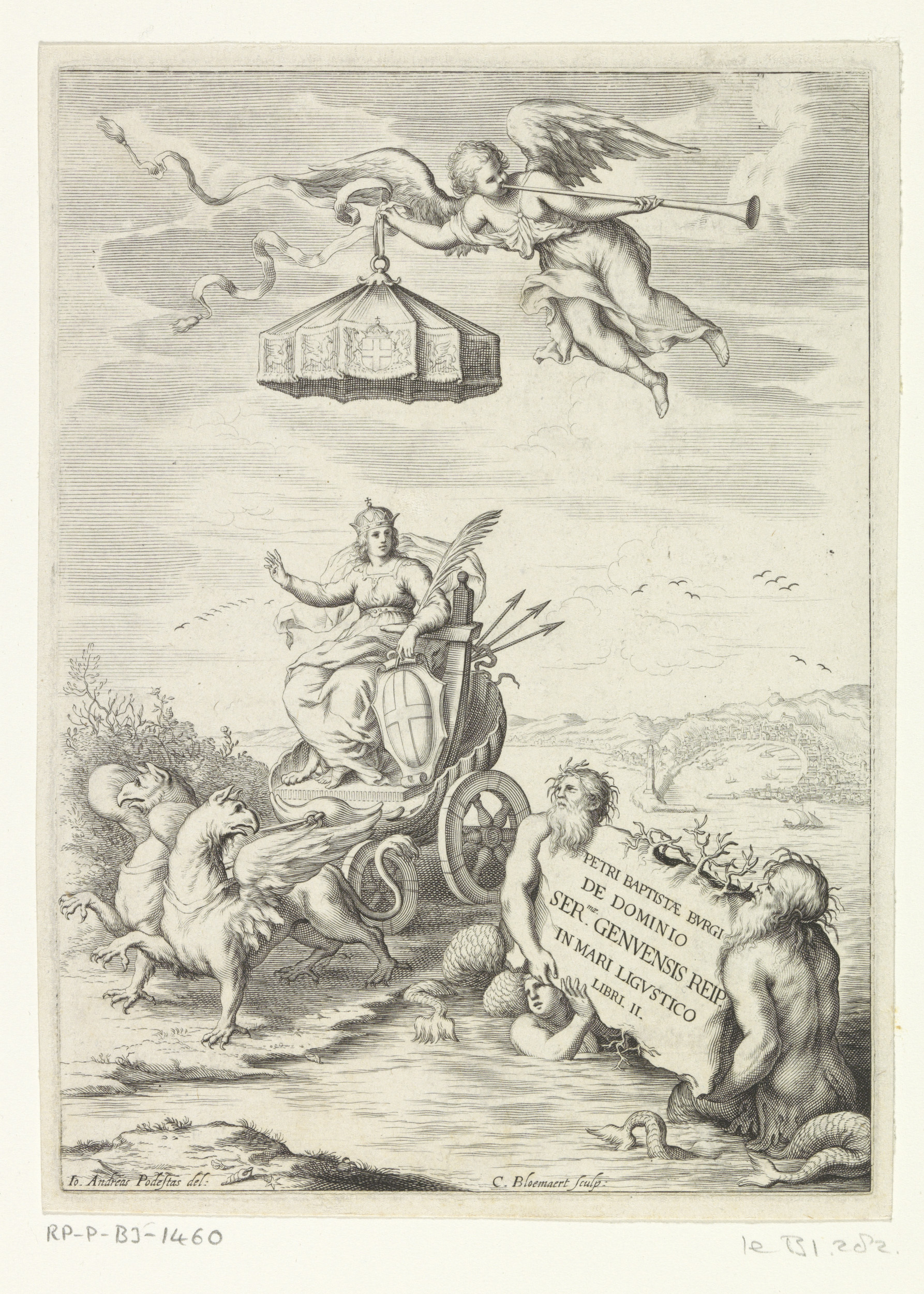
De Dominio in Mari Ligustico Libri II. Roma, D. Marcianus, 1641.

Pietro Battista Borgo (Genova, ... – 1649 circa) è stato uno storico italiano del XVII secolo.

## Biografia
Pietro Battista Borgo fu un giureconsulto, storico e pubblicista schierato su posizioni anti-asburgiche. Le notizie sulla sua vita sono minime. Partecipò in prima persona alla Guerra dei trent'anni, come mercenario al soldo dell'esercito svedese. Assistette, in particolare, al momento della morte di re Gustavo II Adolfo, che dall'Impero svedese aveva invaso la Germania per dominare il mar Baltico. La sua opera principale, De bello svecico commentarii, descrive le vittorie del sovrano e le sue innovazioni belliche. L'opera è dedicata al cardinale Francesco Barberini ed ebbe un notevole successo editoriale (almeno tre ristampe) perché disseminava notizie fresche sulla guerra dei trent'anni ancora in corso. 
Nel successivo De Dominio Serenissimae Genuensis Reipublicae in Mari Ligustico, stampato nel 1641, aggiunge dettagli politici e legali alle descrizioni degli avvenimenti, cercando di dare un fondamento storico-giuridico alle pretese genovesi di dominio esclusivo sul mar ligure e perciò il diritto di regolarne i commerci e in particolare il possesso dello ius regale sul lucroso monopolio della vendita del sale. L'obiettivo, quindi, aveva importanti risvolti commerciali (la Spagna minacciava di costruire un porto a Finale Ligure) e politici (Genova cercava di mantenere una qualche neutralità che le evitasse di essere coinvolta nella guerra franco-spagnola). La narrazione storica non poteva, però supplire alla debolezza militare e al declino economico della Repubblica di Genova. L'opera era dedicata al doge e ai procuratori della Repubblica (che ne avevano pagato il costo di stampa) e applicava tempestivamente al mar ligure le teorie protezioniste pubblicate sei anni prima dal giurista inglese John Selden nel Mare Clausum seu De Dominio Mari Libri Duo. La Repubblica lo compensò ammettendolo gratuitamente al "Collegio dei Dottori" di Genova, un fatto eccezionale. Nel 1652 l'opera del Borgo venne confutata da Graswinckel, che pubblicò all'Aia le Maris liberi vindiciae adversus Petrum Baptistam Burgum Ligustici maris assertiones.
L'ultima opera del Borgo, anch'essa commissionata dal doge e dai procuratori della Repubblica, è la De dignitate Genuensis Reipublicae disceptatio e riguarda la richiesta genovese di non essere considerata una parte del Sacro Romano Impero, sia pure come città libera al pari di Lubecca e altre città anseatiche, ma di vedersi riconosciuta la dignità di regno indipendente, di cui la Santa Vergine era stata acclamata regina sin dal 25 marzo 1637. Anche questa richiesta era finalizzata ad evitare che la Francia considerasse Genova un'alleata della Spagna e perciò ritenesse di portare la guerra anche in Liguria.

## Opere
- De bello svecico commentarii, quibus Gustavi Adulphi Suecorum regis in Germaniam expeditio usque ad ipsius mortem comprehenditur, Liegi, Heinrich Edelmannn, 1633.
- Mars Sueco-Germanicus, sive rerum a Gustauo Adolpho Suaetiae Rege gestarum libri tres, Colonia, A. Binck, 1641.
- De dominio serenissimae Genuensis Reipublicae in mari ligustico, Libri II, Dominicus Marcianus, Romae, 1641.
- De dignitate Genuensis Reipublicæ disceptatio, Genova, Giovanni Maria Farrone, 1646.